# Pedro Mir
Pedro Mir (San Pedro de Macorís, 3 giugno 1913 – Santo Domingo, 11 luglio 2000) è stato un poeta dominicano.

## Biografia
Pedro Julio Mir Valentín, meglio conosciuto come Pedro Mir, considerato il poeta nazionale della Repubblica Dominicana, dichiarato dal Congresso Nazionale nel 1984, fu nominato Poeta Laureato della Repubblica Dominicana dal Congresso nel 1984 e membro della generazione di "Poeti indipendenti gli anni '40" nella poesia dominicana.
Nei primi anni degli anni trenta ha iniziato a scrivere e pubblicare le sue poesie in giornali dominicani.
Negli anni successivi ottenne una laurea in Giurisprudenza: tuttavia, la pressione della dittatura di Rafael Leónidas Trujillo divenne insopportabile: le sue poesie lo esponevano contro il regime, quindi dopo aver ricevuto minacce, fuggì a Cuba nel 1947. L'esilio sarebbe durato sedici anni, fino al 1963, viaggiando in molti paesi.
Scrisse la poesia Hay un país en el mundo (C'è un paese nel mondo): originariamente pubblicata in spagnolo nel 1949, è stata tradotta in decine di lingue. 
Nel 1952 pubblicò in Guatemala il suo Contracanto a Walt Whitman (Canto a nosotros mismos), considerato uno dei suoi lavori più caratteristici.
Si è anche impegnato nella ricerca storica: il suo saggio Las raíces Dominicanas de la doctrina Monroe (1974) ha vinto il Premio Storia annuale. 
Nel 1975, la poesia El huracán Neruda (L'uragano Neruda) ha vinto il Premio Poetico annuale dato dal Segretario dell'Istruzione della Repubblica Dominicana.
Il suo unico romanzo Cuando amaban las tierras comuneras (Quando amava la terra comune) ,ha avuto anche importanza a livello internazionale.
Oggi può essere considerato uno dei poeti più originali e caratteristici del xx secolo.

## Riconoscimenti
Nel 1984 il Congresso Dominicano lo nominò "Poeta Laureato della Repubblica Dominicana".
Nel 1991, Mir ha ricevuto un dottorato onorario in lettere umane, honoris causa, dal Hunter College della City University di New York.
Nel 1993 ha ricevuto il "Premio Nazionale di Letteratura".
In suo onore la UASD (Universidad Autónoma de Santo Domingo) fondò la Biblioteca "Pedro Mir".